# Now, Then & Forever
Now, Then & Forever è il ventesimo album discografico in studio del gruppo musicale statunitense Earth, Wind & Fire, pubblicato nel 2013.

## Tracce
1. Sign On (feat. Daniel McClain) – 4:17
2. Love Is Law – 4:20
3. My Promise – 3:22
4. Guiding Lights – 6:24
5. Got to Be Love – 3:41
6. Belo Horizonte – 1:50
7. Dance Floor – 4:59
8. Splashes – 5:21
9. Night of My Life – 4:00
10. The Rush – 5:07